# 西西弗斯：神话
《薛西弗斯的神話》（韓語：시지프스 : the myth），為韓國JTBC於2021年2月17日起播出的10周年特別企劃水木連續劇，由《藍色海洋的傳說》的陳赫導演與《命運與憤怒》的全燦浩和李濟仁編劇合作打造。此劇講述天才工程師韓泰術（曹承佑飾）歷經超乎常理的事故後，得知這世界不為人知的危險祕密，還遇見為了他冒險犯難的救援者姜瑞海（朴信惠飾），兩人所展開的神祕科幻故事。
Netflix於2021年2月17日起於全球上線。

## 演員陣容

### 主要人物
| 演員                    | 角色   | 介紹 |
| 曹承佑 （少年：鄭賢俊） | 韓泰術 | 擁有頂級天才頭腦，最高水準的工程技術，和編碼實力的天才工程師，「Quantum N Time」的創始人。他每月透過巨額薪水和股票分紅，存摺上印著數十億韓元。雖然身為擁有江南區最高級大廈頂層公寓的財閥會長，但仍然自我介紹自己為工程師。人們都誇獎他為韓國理工科的奇蹟和國民英雄，但實際上，他是一個與英雄相去甚遠的自私男人。他對自己親手創建的公司，不論是為了自己而犧牲的朋友，或一閃而過的女人，都無所依戀，只對不明原因身亡的哥哥韓泰山極為在意。直到他遇上自稱從未來穿越，要保護他以避免戰爭的神秘女子姜瑞海。 |
| 朴信惠 （少年：徐利秀） | 姜瑞海 | 來自未來的救援者，在首爾高層建築之間用繩索滑行，赤手空拳地打倒身形龐大的男人，狙擊、炸彈、肉搏戰等都無所不能，但是在坐地鐵時會在轉車站迷路。她是奇怪的女人，會把香蕉連皮一起嚼著吃，把食物藏在內衣裏，以及在空氣污染極嚴重的日子以空氣清新為由出外散步，而且不認識舉國聞名的泰術。在她九歲那年發生了戰爭，她的警察爸爸教了她各種生存技巧。有一天，她發現了留在自己身上的訊息，寫著「救韓泰術，如果您救了他，他将拯救世界」。憑著這一句話，她沿着漫長而痛苦的道路回到過去。                             |

### 西格瑪(Σ)
| 演員   | 角色             | 介紹                                                                                     |
| 金炳哲 | 西格瑪(Σ)/徐元朱 | 泰術小學同班同學，自未知時間點穿越回2001年，是絕對邪惡的存在，並且正在計畫破壞這個世界。 |

### 泰術周邊人物
| 演員   | 角色              | 介紹 |
| 許俊碩 | 韓泰山            | 泰術的哥哥，合約管工。在父母去世後，他們的鉅額債務轉嫁到他身上，最終他放棄了高考，學習汽車維修技術，並輾轉於各種兼職中養大弟弟。他知道了弟弟將要面臨威脅，準備將這個事實公開時，他被誣陷為精神病人。結果，由於沒有人相信他，所以他選擇自殺。他認為為了弟弟，就算是地獄也可以去，但沒想到因此令泰術遭受很大痛苦。 |
| 太仁鎬 | 金勝福            | 「Quantum N Time」共同代表，泰術的好友，是非常世故的商務男人，與泰術在各個方面都完全相反。所以如果不是他的話，「Quantum N Time」不可能成為世界級公司。他透過不斷激勵泰術，讓公司取得成長。因此，泰術的成敗與自身的能力息息相關，因此開始頻頻逼迫泰術。 |
| 全國煥 | 金韓容            | 書真的爸爸，「Quantum N Time」理事長。他力排眾議，毫不吝惜地全力支持泰術，令公司躋身世界級企業的行列。對於早年失去父母的泰術來說，他是像爸爸般的存在。雖然他也像兒子一樣疼愛泰術，但在公司利益面前，決不會把個人感情放在首位。 |
| 鄭惠仁 | 金書真/金阿格妮絲 | 精神科醫生，負責「Quantum N Time」職員們的心理諮詢，因此第一次見到了泰術。起初她是負責治療泰山的幻覺症狀，後來在泰山死後改為負責治療他的弟弟。作為主治醫生，她一直鼓勵泰術，後來兩人發展成了戀人關係。有一段時間，她甚至想到了結婚，但是最終因無法忍受泰術的醜聞而回復到朋友關係，更比想像中傷到了不少自尊心，因為她知道自己無法填補泰術的空虛。後來，為了讓媽媽有未來的解藥可以吃，不惜和理事長爸爸聯手控制泰術，企圖拿到能打開「上傳者」研究資料的鑰匙。 |
| 太元碩 | 呂奉善            | 泰術的保鏢，從公司初創時期就開始如影隨形地跟隨著泰術，不僅擔任警衛工作，還擔任他的秘書。組建家庭後，他覺得獨自一人的泰術很可憐，所以更加細心照顧他。 |

### 瑞海周邊人物
| 演員   | 角色          | 介紹 |
| 金鍾泰 | 姜東基        | 瑞海的父親，特戰司令部及警察特攻隊出身的老手警察，現職督察。雖然他沒有什麼害怕的，但與恩熙結婚和有了女兒以後，不再做危險的事情，現在他只能帶著巡警四圍巡邏。有一天，戰爭爆發令一切都變了。 |
| 李妍秀 | 李恩熙        | 瑞海的媽媽，東基的妻子，總是代替忙碌的丈夫照顧瑞海。為了填補爸爸的空位，她給了女兒兩倍的愛。對於恩熙來說，家人是非常珍貴的，只要能做到，就想一直守護在女兒身邊。 |
| 蔡鍾協 | Sun（崔載宣） | 偶像志願生出身的中餐館服務生，瑞海的朋友。因為不想在鄉下耕田，所以到了首爾過著偶像練習生生活，但因公司倒閉而欠下了巨額債務，在破舊的中餐館包辦一切雜事以還債。由於在家鄉的媽媽和不懂事的妹妹的拖累下，讓他無法擺脫貧困，唯一的樂趣是每週買一張彩券想像一下發財，但是連一個數字也沒有中過。本以為今生註定要完蛋，但瑞海突然在一天出現後改變了他的人生。 |

### 管制局
| 演員   | 角色   | 介紹 |
| 崔政宇 | 黃賢升 | 出入境外國人廳第7課課長，前國情院要員。在國情院監聽在野黨國會議員時，他知道了自己來自未來的事實，因而被試圖隱瞞真相的勢力所挖角，幫助設立管制未來偷渡入境者的機關「管制局」。不知從何時起，偷渡者如雨後春筍般開始增加，社會因而變得混亂，包括每月彩票有數十人中獎，股市動盪、殺人和縱火案頻生。他默默地工作，以維持現世的秩序。 |
| 高允   | 鄭玄其 | 新上任的管制局人員，前任巡警。他是一個一生善良誠實的小市民，每天值班巡查，為了給生病的媽媽做飯而回家的善良兒子。15年後，他懷着深深的悔恨回到了過去。 |
| 梁凖模 | 崔延植 | 管制局隊員，與穩重的前輩賢勝不同，他不會向偷渡者展示慈悲。他長年追隨賢勝執行多項任務，對狩獵偷渡者和接觸者感到快樂。 |

### 亞洲超市
| 演員   | 角色   | 介紹 |
| 成東鎰 | 朴亨道 | 亞洲超市社長，人稱朴社長。穿越時空先遣隊之一，回到過去後擔任掮客，成立亞洲超市開始為穿越時空者穿針引線，正邪難辨，利用「下載者」尋找穿越者接應後敲詐度日。 |
| 李明路 | 嚴善在 | 亞洲超市職員。 |
| 鄭河俊 | 嚴善浩 | 亞洲超市職員。 |
| 李詩宇 | 冰冰   | 亞洲超市職員。亞洲超市社長女兒。 |
| 趙石賢 | 安長理 | 非法醫生，朴社長的忠誠助手。 |

### 特別出演
| 演員          | 角色         | 介紹 |
| 李在源        | 基金经理     |      |
| 張路易 장루이 | 協助辦案同仁 |      |

## 原聲帶
- Part.1（發行日期：2021年2月17日）

| 曲序 | 曲目                 | 演唱   | 时长 |
| ---- | -------------------- | ------ | ---- |
| 1.   | Stay:tempus          | G.Soul | 3:21 |
| 2.   | Stay:tempus（Inst.） |        | 3:21 |

- Part.2（發行日期：2021年2月26日）

| 曲序 | 曲目                                  | 演唱   | 时长 |
| ---- | ------------------------------------- | ------ | ---- |
| 1.   | Fight For Love:Aria for Myth          | 曹秀美 | 4:22 |
| 2.   | Fight For Love:Aria for Myth（Inst.） |        | 4:22 |

- Part.3（發行日期：2021年3月10日）

| 曲序 | 曲目                               | 演唱  | 时长 |
| ---- | ---------------------------------- | ----- | ---- |
| 1.   | My Last Love:In Paradisum          | Ailee | 4:19 |
| 2.   | My Last Love:In Paradisum（Inst.） |       | 4:19 |

- Part.4（發行日期：2021年3月17日）

| 曲序 | 曲目                               | 演唱 | 时长 |
| ---- | ---------------------------------- | ---- | ---- |
| 1.   | You're My Light:Lacrimosa          | 朴元 | 4:29 |
| 2.   | You're My Light:Lacrimosa（Inst.） |      | 4:30 |

- Part.5（發行日期：2021年3月24日）

| 曲序 | 曲目                   | 演唱 | 时长 |
| ---- | ---------------------- | ---- | ---- |
| 1.   | True:vertitas          | DOKO | 2:40 |
| 2.   | True:vertitas（Inst.） |      | 2:40 |

## 收視率
| 集數       | 播出日期   | AGB收視率        | AGB收視率      |
| 集數       | 播出日期   | 大韓民國（全國） | 首爾（首都圈） |
| ---------- | ---------- | ---------------- | -------------- |
| 1          | 2021/02/17 | 5.608%           | 6.766%         |
| 2          | 2021/02/18 | 6.677%           | 8.063%         |
| 3          | 2021/02/24 | 6.167%           | 6.200%         |
| 4          | 2021/02/25 | 6.178%           | 6.771%         |
| 5          | 2021/03/03 | 5.240%           | 6.036%         |
| 6          | 2021/03/04 | 4.972%           | 5.620%         |
| 7          | 2021/03/10 | 4.633%           | 5.040%         |
| 8          | 2021/03/11 | 4.848%           | 5.574%         |
| 9          | 2021/03/17 | 4.905%           | 5.372%         |
| 10         | 2021/03/18 | 4.804%           | 5.038%         |
| 11         | 2021/03/24 | 4.435%           | 4.824%         |
| 12         | 2021/03/25 | 4.637%           | 5.160%         |
| 13         | 2021/03/31 | 4.302%           | 5.106%         |
| 14         | 2021/04/01 | 4.246%           | 4.971%         |
| 15         | 2021/04/07 | 3.394%           | 3.925%         |
| 16         | 2021/04/08 | 4.363%           | 4.878%         |
| 平均收視率 | 平均收視率 | 4.963%           | 5.584%         |

- 收視最低的集數以藍色表示，收視最高的集數以紅色表示，而空格則表示該集的收視沒有相關數據。

## 同時段競爭作品
- KBS 水木連續劇：《你好？是我！》
- MBC 水木迷你連續劇：《Oh！珠仁君》
- tvN 水木連續劇：《Mouse》

## 話題性
電視劇部分
| 日期     | 佔有率 | 排名 |
| -------- | ------ | ---- |
| 2月第3週 | 10.55% | 3    |
| 2月第4週 | 8.24%  | 3    |
| 3月第1週 | 4.97%  | 5    |
| 3月第2週 | 4.73%  | 7    |
| 3月第3週 | 4.28%  | 6    |
| 3月第4週 | 2.98%  | 8    |
| 4月第1週 | 4.05%  | 7    |
| 4月第2週 | 10.35% | 2    |

演員部分
| 日期     | 排名   | 排名   |
| 日期     | 曹承佑 | 朴信惠 |
| -------- | ------ | ------ |
| 2月第3週 | 4      | 9      |
| 2月第4週 | 10     | -      |
| 3月第1週 | -      | -      |
| 3月第2週 | -      | -      |
| 3月第3週 | -      | -      |
| 3月第4週 | -      | -      |
| 4月第1週 | -      | -      |
| 4月第2週 | 5      | 9      |

## 提名及獲獎列表
| 年度   | 頒獎典禮           | 獎項           | 入圍者                 | 結果 | 參    |
| ------ | ------------------ | -------------- | ---------------------- | ---- | ----- |
| 2021年 | 第26屆亞洲電視大獎 | 最佳劇情類劇集 | 《Sisyphus: the myth》 | 提名 | [ 6 ] |

## 記事

### 其它
- 本劇是100%事前製作的電視劇。
- 本劇是JTBC自2011年新增水木劇時段後取得該時段的收視率最佳成績。

### 編劇與頻道爭議
- 2016年5月份SBS電視劇製作公司“Studio S”於與全燦浩和李濟仁作家簽訂了70分鐘20集的迷你係列作品的執筆合約。合約包含了"執筆完成時或劇本提交期限之前，不得執筆其他電視台及其他影像作品製作公司的劇本"的義務事項。簽約後全燦浩和李濟仁開始撰寫《Sisyphus: the myth》的劇本，但製作過程中，由於導演和演員等交涉不順暢而屢屢告吹，最終，全燦浩和李濟仁作家於2018年底表示中斷撰寫《Sisyphus: the myth》劇本。
此時SBS的週末特別計劃連續劇《命運與憤怒》的原編劇姜哲雄因個人原因而辭職，“Studio S”因此建議全燦浩和李濟仁接續撰寫其餘16集70分鐘劇本，兩位作家負責執筆的第9~40集(每集約35分鐘)於2018年12月22日至2019年2月9日播出， 然而在此劇終映15天後，“Studio S”並未依據合約支付全燦浩和李濟仁作家6000萬韓元執筆費，因此兩位作家通報解除2016年簽訂的70分鐘20集的迷你係列作品的執筆合約，並提起支付《命運與憤怒》執筆費的訴訟，“Studio S”抗告表示"解除執筆合同是不合理的"，主張根據2016年簽訂的合約內容，在作家們履行劇本執筆義務之前，不能向第三者執筆、分發任何劇本。2020年10月30日，法院最終宣判全燦浩和李濟仁作家勝訴。裁判部表示：製作《Sisyphus: the myth》過程中“Studio S”存在過失，作家們執筆了《命運與憤怒》的16集70分鐘劇本，因此認爲他們履行了所有合約的義務。裁判部還補充稱，未支付《命運與憤怒》執筆費也可以作為解除執筆合約的合法理由[7]。
全燦浩和李濟仁作家在法院裁定“Studio S”提起的"解除2016年5月份簽訂的70分鐘20集的迷你係列作品的合約是不合理的"的訴訟敗訴後，決定與JTBC電視台合作，《Sisyphus: the myth》因此作為10周年特別企劃播出。

## 外部連結
- 韓國JTBC官方網站
- Daum上《Sisyphus: the myth》的資料
- NAVER上《西西弗斯：神话》的資料
- 在Netflix上觀看《西西弗斯：神话》

| JTBC 水木劇                             | JTBC 水木劇                                | JTBC 水木劇 |
| --------------------------------------- | ------------------------------------------ | ----------- |
|                                         | （2021年2月17日－2021年4月8日）            |             |
| Run On （2020年12月16日－2021年2月4日） | Law School （2021年4月14日－2021年6月9日） |             |